# 連日春

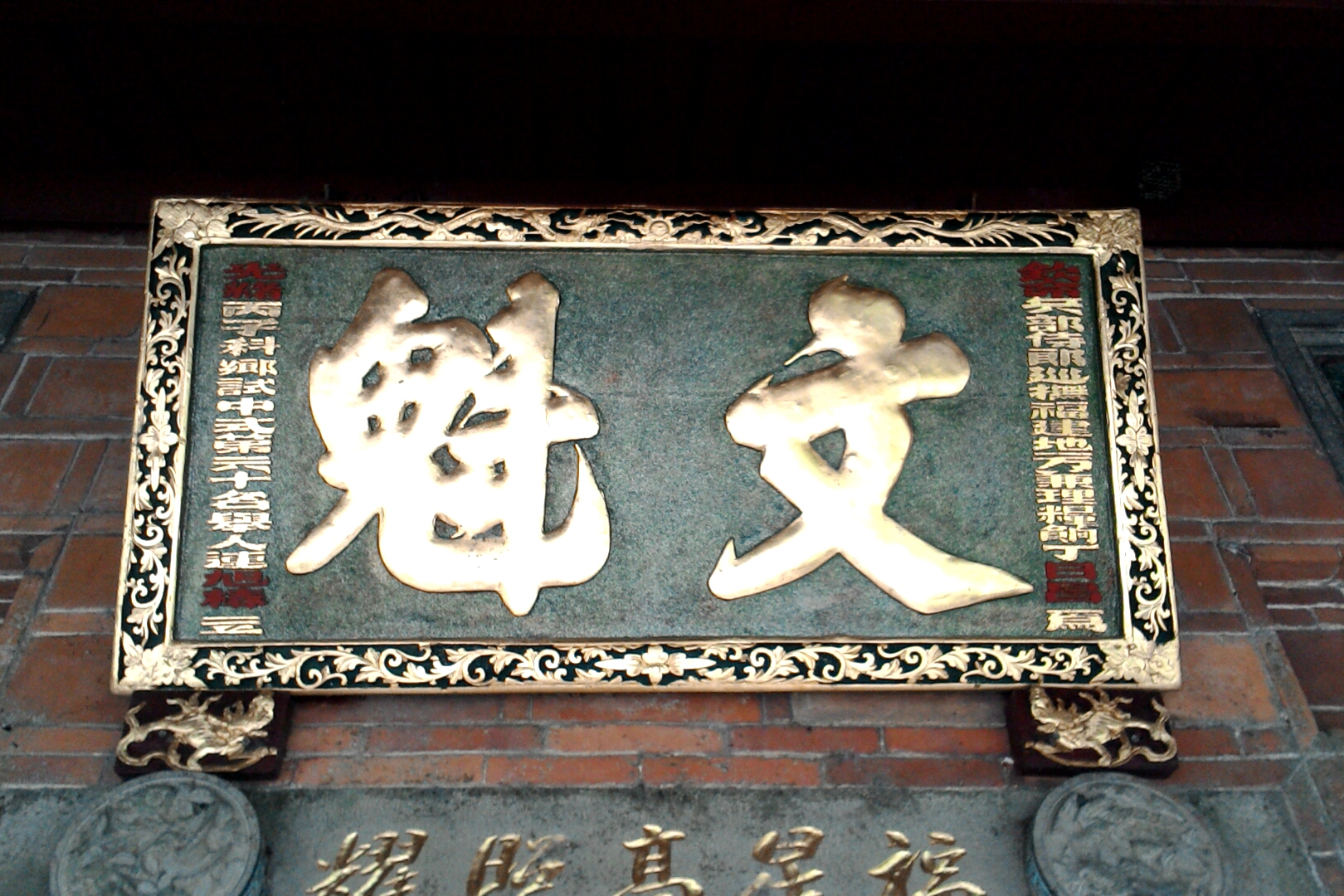
光緒二年（1876年）福建巡撫丁日昌為連日春所立文魁匾

連日春（1827年8月21日—1887年），原作季春，後改旭樁，字靄如，號笑山，祖籍福建長泰縣，臺灣淡水廳頂雙溪庄（今新北市雙溪區）人，清代舉人。

## 家族
連日春之祖先為連元喬，自福建長泰縣移民至臺灣，在九份坑一帶開墾，開發水利，灌溉雙溪川（今雙溪河）各個平原，因此成為當地一位大地主。

## 生平

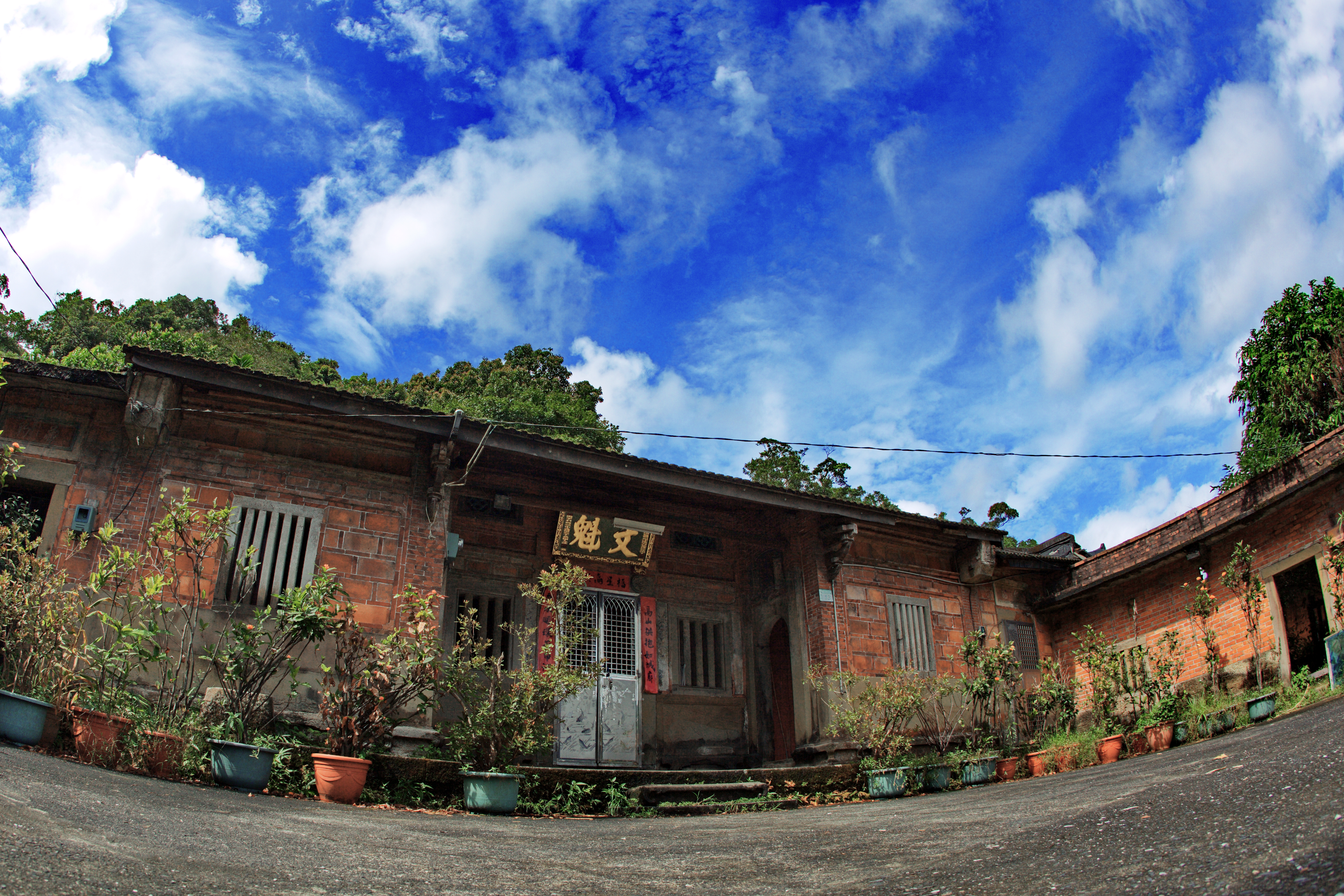
位於雙溪的連舉人古厝

連日春在道光七年（1827年）8月21日生於頂雙溪，自幼遷居臺北大稻埕，師從大龍峒文人陳維英。光緒二年（1876年）赴福州參加鄉試，考中舉人，光緒十三年（1887年）逝世，享年60歲。